# Baltische Landeswehr
El Baltische Landeswehr (en alemán: Ejército territorial del Báltico) fue el nombre de la unificación de las fuerzas armadas de Curlandia y la nobleza de Livonia desde el 7 de diciembre de 1918 hasta el 3 de julio de 1919.

## Orden estructural

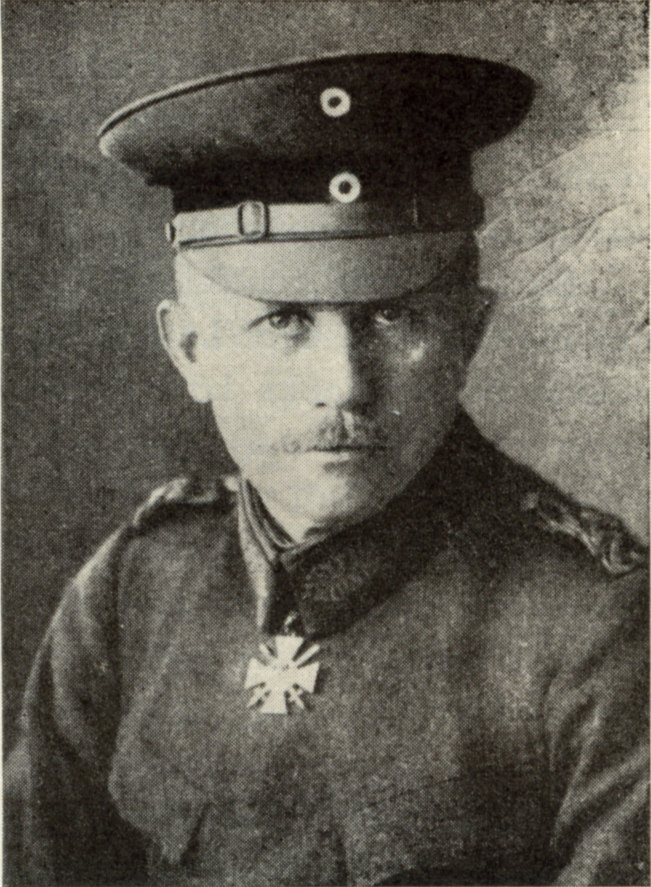
General Mayor Rüdiger von der Goltz,

El Landeswehr fue subordinado al VI cuerpo de reservas alemanas comandadas por Rüdiger von der Goltz, cargo que obtuvo el 1 de febrero de 1919. Los comandantes del Landeswehr durante sus operaciones eran el mayor Alfred Fletcher y Harold Alexander.

### Comandantes
- Mayor Emil von Scheibler (7 de diciembre de 1918 - 6 de febrero de 1919)
- Mayor Alfred Fletcher (6 de febrero de 1919 - 3 de julio de 1919)
- Teniente coronel Harold Alexander (británico; julio de 1919)[1]

## Historia

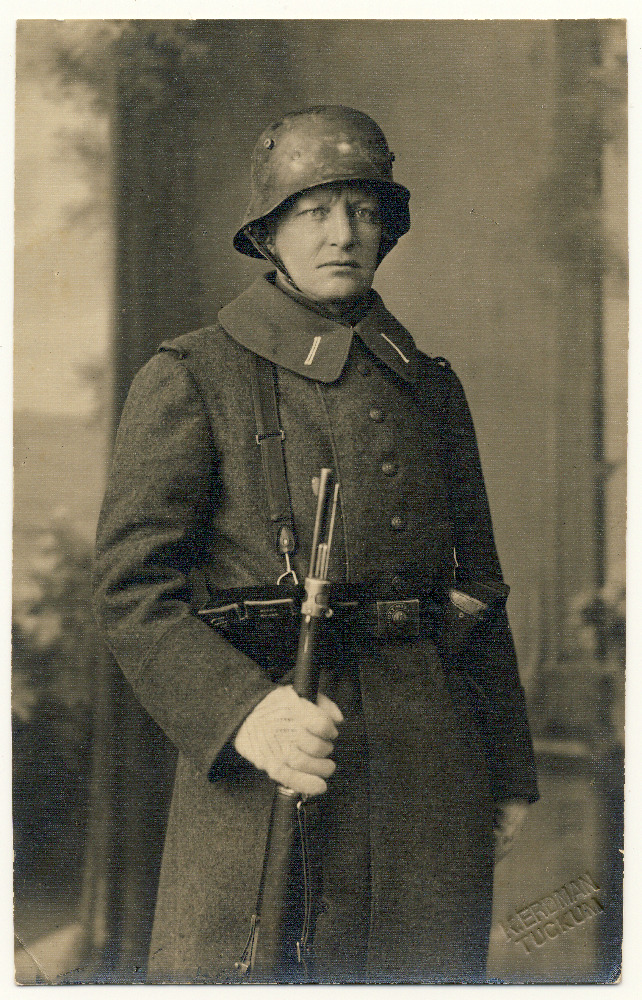
Un miembro del Baltic Landeswehr

Después del 11 de noviembre de 1918, el armisticio de Comisión Inter-Aliada de Control insistía en que las tropas alemanas se quedaran en los países bálticos para impedir que la región fuese reconquistada por el Ejército Rojo. Cuando se acercaba la ofensiva soviética hacia el oeste de 1918-1919, el gobierno provisional de Letonia se acercó a August Winnig, el abogado alemán en el Báltico, y firmó un acuerdo con él autorizando la organización de las fuerzas defensivas terrestres el 7 de diciembre de 1918. Los partidos firmaron otro acuerdo el 29 de diciembre que aseguraba que todos los soldados extranjeros, quienes participaran en las batallas por la libertad de Letonia, se les otorgaría la ciudadanía del país. Las armas, uniformes y arneses de caballería fueron suministrados por el estado  Alemán. Los suministros alimentarios fueron protegidos por el gobierno provisional de Letonia.

### Campañas y escenarios
A finales de febrero de 1919, apoyado solo por Liepāja (Libau)  el entorno quedó en las manos de las fuerzas alemanas y letonas. En febrero y marzo de 1919, la Landeswehr fue capaz de ganar una serie de victorias sobre el Ejército Rojo, primero ocupando el puerto de Ventspils (Windau), y luego avanzando hacia el sur y al este hacia Riga. El asesinato de tres soldados de la Baltische Landeswehr los dirigió al golpe de Estado del 16 de abril de 1919, por la proclamación de un Gobierno liderado por el clérigo luterano, Andrievs Niedra. Parleys, en el que los Estados Unidos y el Reino Unido participaron, no impidieron el avance en Riga y la captura de esta ciudad el  22 de mayo, donde el Barón Hans von Manteuffel hizo un ingreso con un pequeño destacamento, y murió dirigiendo a sus hombres. El gobierno nacional letón fue depuesto mientras las Freikorps se trasladaban para capturar Riga el 23 de mayo de 1919. Los letones buscaron ayuda del Ejército popular de Estonia (Eesti Rahvavägi) el cual tenía controlado el norte de Letonia desde principios de ese año. Después de que los bolcheviques hubieran sido expulsados de gran parte de Letonia, los Aliados ordenaron al gobierno alemán  retirar sus tropas de la región del Báltico. Sin embargo, los alemanes tuvieron éxito en negociar una postergación, argumentando que esto les daría ventaja a los bolcheviques. En junio de 1919, el general von der Goltz ordenó a sus tropas no avanzar al este contra el Ejército Rojo, ya que los Aliados los estaban esperando, pero al norte, contra los estonios. El 19 de julio, la Landeswehr lanzó un ataque para capturar territorios alrededor de Cēsis (Wenden), sin embargo, en las batallas en los pocos días posteriores fueron derrotados por la 3.ª división de Estonia , incluyendo el 2.º regimiento Cēsis letón, dirigido por Ernst Põdder. En la mañana del 23 de junio, los alemanes empezaron un retiro general hacia Riga. Los Aliados insistieron nuevamente en que los alemanes retiraran sus tropas restantes de Letonia y que intervinieran para imponer un alto al fuego entre los estonios y la Landeswehr cuando Estonia estuvo a punto de marchar hacia Riga. Mientras tanto, una misión Aliada compuesta de tropas británicas bajo el mando del general Sir Hubert de la Poer Gough había llegado desde el Báltico con la misión de echar a los alemanes de la región y organizar ejércitos nativos para los estados bálticos. Para asegurar su regreso al control letón, la Baltische Landeswehr fue puesta bajo autoridad británica.

### Consecuencias
Después de tomar control de la Baltische Landeswehr a mediados de julio de 1919, el teniente coronel Harold Alexander (futuro mariscal de campo el Conde Alexander de Túnez y gobernador general de Canadá, 1946-1952), despidío gradualmente ciudadanos alemanes nacidos en las fronteras del Imperio Alemán. Los alemanes liberaros por la Baltische Landeswehr fueron incorporado a la Deutsche Legion en septiembre de 1919. La legión servida bajo el Ejército Voluntario de Rusia Occidental comandado por el príncipe coronel Pavel Bermondt-Avalov. Los británicos insistían en que el general von der Goltz abandonase Letonia, y entregase sus tropas a líder del Ejército Voluntario de Rusia Occidental Bermondt-Avalov. Más tarde, el general von der Goltz afirmó en sus memorias que su mayor objetivo estratégico en 1919 había sido lanzar una campaña en cooperación con las fuerzas rusas blancas para derribar el régimen bolchevique, marchando hacia San Petersburgo e instalar un gobierno pro-alemán en Rusia. La Baltische Landeswehr fue posteriormente liberada en Latgale en enero de 1920.

## Miembros destacados
Entre los destacados oficiales del Landeswehr en el Báltico estaban:
- General mayor Erich Alt (Luftwaffe) (dirigente del 1. Baltischen Flieger-Abteilung (433))
- General mayor Rudolf Bader (en el Badisches Freiwilligen Abteilung Medem)
- General mayor Heinrich Baron von Behr
- General mayor Rudolf Bader
- General mayor Heinrich Burggraf und Graf zu Dohna-Schlobitten
- General mayor Karl Dormagen
- General mayor Dipl. Ing. Hans Henrici
- General de artillería Kurt Jahn
- Teniente general Heinrich Rauch (Luftwaffe) (Observador aéreo en Flieger-Abteilung 433)

(los rangos son los más altos grados alcanzados en la era del Tercer Reich)

## Insignia
Los miembros de la Baltische Landeswehr llevaban correa de tubería en el hombro con celeste y blanco, los colores del Báltico.

## Orden de batalla (20 de mayo de 1919)
- 1. Deutsch-Balt. Kampfbataillon (Stoßtrupp Manteuffel; Barón Hans von Manteuffel)
- 2. Deutsch-Balt. Kampfbataillon (Hauptmann Malmede)
- 3. Deutsch-Balt. Kampfbataillon (Rittmeister Graf zu Eulenburg)
- MG-Scharfschützen-Abteilung (Hauptmann Freiherr von Khaynach)
- Russische Abteilung Fürst Lieven (Capitán de caballería Prince Anatolii Pavlovich Liven o, en alemán, Fürst Anatol Leonid Lieven)
- Lettische Kampf-Brigada (Coronel Jānis Balodis)
- Stamm-Kompanie Talssen
- Stamm-Kompanie Tuckum
- Balten-Kompanie des Gouvernement Libau
- Elementos del MG-Kompanie de III./Freiwilligen-Regimiento Libau (Gouvernement Libau)
- Lettische Kavallerie-Abteilung
- Russische Kavallerie-Abteilung
- Kavallerie-Abteilung Engelhardt
- Kavallerie-Abteilung Drachenfels
- Kavallerie-Abteilung Pappenheim
- Kavallerie-Abteilung Halm
- 1. Deutsch-Balt. Batterie (Ehmke)
- 2. Deutsch-Balt. Batterie (Barth)
- 3. Deutsch-Balt. Batterie (Sievert)
- Deutsch-Balt. Haubitze-Batterie
- Russische Batterie (Röhl)
- Badisches Freiwilligen Abteilung Medem (Sujetado Korpstruppe)
- Lettische Pionier-Kompanie
- Pionier-Abteilung Stromberg
- Balt. Fernsprech-Abteilung
- Lettische Fernsprech-Abteilung
- Balt. Funker-Abteilung
- Flieger-Abteilung 433 (sujetado Korpstruppe)
- Armee-Kraftwagen-Kolonne 021 (sujetado Korpstruppe)
- Staffel-Cuchillada der Landeswehr (Importante Wölki)
  - Munitions- und Tren-Kolonne yo
  - Munitions- und Tren-Kolonne II
  - Landeskolonne III
- Feldlazarett
- Sanitäts-Kompanie
- Sanitäts-Kraftwagen-Zug
- Wirtschafts-Kompanie 1
- Wirtschafts-Kompanie 2
- Bahnschutz-Detachement
- Pferdelazarett
- Sammeldepot Libau